# Cribbia brachyceras
Cribbia brachyceras là một loài thực vật có hoa trong họ Lan. Loài này được (Summerh.) Senghas mô tả khoa học đầu tiên năm 1985.